# Олимпийский комитет Мадагаскара
Олимпийский комитет Мадагаскара (фр. Comite Olympique Malgache; уникальный код МОК — MAD) — организация, представляющая Мадагаскар в международном олимпийском движении. Штаб-квартира расположена в Антананариву. Комитет основан в 1963 году, в 1964 году был принят в МОК, является членом АНОКА, организует участие спортсменов из Мадагаскара в Олимпийских, Всеафриканских играх и других международных соревнованиях.